# Проспект Столыпина (Саратов)
Проспе́кт имени Петра́ Столы́пина (до 1917 года Неме́цкая у́лица, в 1883 году фактически у́лица Ско́белева, с 1917 по 1935 годы у́лица Респу́блики, с 1935 по 2022 годы проспе́кт Ки́рова) — одна из центральных улиц Саратова.
Проспект имени Петра Столыпина начинается от площади Чернышевского, на которой расположен вход в сад Липки, пересекает улицы Радищева, Максима Горького, Вольскую и заканчивается перекрёстком улицы Чапаева и площадью Кирова.
Проспект является центральной улицей города. С момента закрытия движения транспорта и организации одной из первых в России пешеходной зоны по всей протяжённости улицы (конец XX века) получила прозвище «Саратовский Арбат».

## История
План Саратова 1803 года показывает на этом месте пустующие земли и сетку геометрически правильных кварталов, которая сохранилась и на проектном плане 1812 года. В середине первого квартала на левой стороне улицы небольшая деревянная католическая церковь. Никаких других построек на плане не было.
После утверждения плана застройки в первом квартале поселились, главным образом, немцы-колонисты, приглашённые в Поволжье ещё Екатериной II, во втором и третьем квартале жили, в основном, пленные французы. Были там и усадьбы русских. В документах 1825 года улица уже названа Немецкой.
В июле 1883 года городская дума сделала попытку переименовать Немецкую улицу именем генерала Михаила Скобелева. Решение думы было отправлено в Петербург на утверждение, а между тем по всем учреждениям Саратова разослали извещение о переименовании улицы. Были даже вывешены таблички с новым названием улицы. Но министр внутренних дел в январе 1884 года отклонил ходатайство, и таблички были заменены на прежние.
С началом Первой Мировой войны и всплеском патриотизма в городскую Думу было подано ходатайство о переименовании улицы в Скобелевскую или Славянскую, но гласные Думы ответили, что название не связано с Германией и имеет местное историческое значение. После Февральской революции 1917 года Немецкая улица была переименована в улицу Республики, а в марте 1935 года — в проспект Кирова.
С 1983 года улица стала полностью пешеходной.
В 2019 году при создании в Саратове пешеходного кольца проспект был реконструирован: заменены подземные коммуникации и плиточное покрытие, размещены ливнёвки и борта.
Летом 2020 года после реконструкции был запущен светомузыкальный фонтан «Мелодия». Фонтан имеет сложную композицию водяных струй и технические средства для управления их высотой, синхронизированной с изменением звука и света.

### Переименование улицы в проспект Петра Столыпина
В апреле 2022 года в ходе празднования 160-летия со дня рождения Петра Столыпина, бывшего саратовского губернатора, было предложено переименовать проспект Кирова в честь Столыпина. 15 апреля 2022 года члены комиссии по топонимике города Саратов единогласно проголосовали за это решение. 18 апреля 2022 года официально переименован постановлением мэра города Михаила Исаева.
В телеграм-канале сторонников Вячеслава Володина, который посвящён Саратову, был устроен опрос по вопросу переименования проспекта, однако варианта «против» предусмотрено не было. По итогам этого опроса на 15 апреля 76 % проголосовавших поддержали идею присвоения имени Петра Столыпина главному проспекту Саратова. Общее число проголосовавших — более 11 тысяч человек. По результатам одного из опросов во «ВКонтакте» против такого переименования выступило 83 % участников голосования.
Пресс-служба администрации Саратова пояснила, что переименование проспекта не повлечёт за собой необходимость смены документов для граждан и бизнеса, зарегистрированных на этой улице, так как в государственных базах данных информация о новом названии улицы появится автоматически. Глава Саратова заявил, что на переименование улицы нужно будет затратить 17 тысяч рублей, которые он возьмёт из личных средств.
Как утверждает директор Саратовского областного музея краеведения Евгений Казанцев, благодаря Столыпину в городе не только построили новое здание Мариинской женской гимназии, но и начали благоустраивать общественные пространства, в частности, асфальтировать улицы. «Губернатор добился для города громадного займа на устройство водопровода и мостовых. Началась модернизация городской телефонной сети. Налаживалось уличное электрическое освещение, а в 1904 году состоялись пробные пуски газового освещения» — рассказал Казанцев.
По мнению московского краеведа Павла Гнилорыбова, фигура Столыпина имеет особенную важность для Саратова, так как, будучи саратовским губернатором, он многое сделал для города; в то же время революционер Киров никак с Саратовом не связан. Гнилорыбов полагает, что присвоение его имени одной из центральных улиц Саратова являлось данью времени — после убийства Кирова в 1934 году в его честь стали называть улицы и города по всему Советскому Союзу.
Не все саратовцы приняли это переименование благосклонно.

## Исторические здания
| Номер дома | Изображение | Описание |
| ---------- | ----------- | --- |
| 1          |             | Саратовская консерватория была открыта под именем Императорской Алексеевской в 1912 году на базе Музыкального училища, действующего с 1895 года. Специально для училища в 1902 году было возведено здание в русском стиле по проекту А. Ю. Ягна. Спустя десять лет здание было перестроено в псевдоготическом стиле С. А. Каллистратовым. Объект культурного наследия федерального значения. |
| 6/8        |             | Дом жилой, 1956 г. арх. Аралов В. С. и Ботяновский Т. Г. |
| 5          |             | Дом Замоткиных, 1850-е г. В советское время магазин «Спорттовары». Объект культурного наследия регионального значения. |
| 7          |             | Дом Эрфурта И. Х. Конец XIX в. В советское время и доныне магазин «Лада». Объект культурного наследия регионального значения. |
| 9          |             | Доходный дом Дружинина, 1870е г. В 1912 г. дом купила хлебобулочная компания Филиппова и открыла булочную. В советское время булочная Стружкина. Объект культурного наследия регионального значения. |
| 10         |             | Дом Красовского, в стиле модерн, 1911 г. В советское время магазин «Буратино». С 1990-х гг. кафе «Буратино». |
| 11         |             | Католический собор, 1880 г. В 1939 г. здание перестроено и открыт кинотеатр «Пионер». |
| 12         |             | Доходный дом Уфимцевой-Бестужева, конец 1860-х г. В 1908 г. надстроен 3-й этаж. Объект культурного наследия регионального значения. |
| 13         |             | Дом католического епископа, 1878—1880 г. В советское время и доныне магазин «Чай». Объект культурного наследия регионального значения. |
| 15         |             | Дом, в котором помещалась редакция газеты «Саратовский листок» и где неоднократно бывал революционер-демократ Чернышевский. Объект культурного наследия регионального значения. |
| 17         |             | Гостиница «Европа» с 1899 г., Доходный дом Санина в 1874—1884 гг. Объект культурного наследия регионального значения. |
| 18         |             | Здание бывшей гостиницы «Россия». Объект культурного наследия местного значения. |
| 20         |             | Доходный дом Блюм, 1870 г. Перед воротами уложена старинная булыжная мостовая из камней, выкопанных у консерватории. Объект культурного наследия местного значения. |
| 22         |             | Доходный дом Парусиновых, 1899 г. В 1907 г. открыт к/т «Гранд-Мишель», в советские времена к/т «Центральный». С 1990-х — ночной клуб «Гранд-Мишель». Объект культурного наследия регионального значения. |
| 23         |             | Жилой дом Саратовгаз, 1953 г. |
| 24         |             | Доходный дом Полякова Е. С. с атлантами на фасаде. Объект культурного наследия регионального значения. |
| 25         |             | Дом Красулина, модерн, 1912 г. арх. Марсов. Объект культурного наследия регионального значения. |
| 27         |             | Доходный дом Бестужева. конец XIX — начало XX вв. |
| 27         |             | Здание типографии Яковлева С. П. 1894 г. Объект культурного наследия регионального значения. |
| 29         |             | Здание филиала Санкт-Петербургского ломбарда, 1888 г., реконструкция 1915 г. арх. Карпенко В. К. Объект культурного наследия регионального значения. |
| 28         |             | Жилой дом, 1930-е |
| 30         |             | Доходный дом Юрьева К. Ю., конец 1880-х гг. Объект культурного наследия регионального значения. |
| 32         |             | Доходный дом. Кондитерская в советское время и доныне. |
| 34         |             | Гостиница Астория, завершена к осени 1917 г. Архитектор Каллистратов С. А. С 1956 г. гостиница «Волга». Объект культурного наследия федерального значения. |
| 35         |             | От старого двухэтажного дома остался только фасад. |
| 37         |             | Доходный дом Герман О. Н. Объект культурного наследия регионального значения. |
| 42         |             | Доходный дом на углу пр. Столыпина, 42 и ул. Вольская, 44. Объект культурного наследия регионального значения. |
| 39         |             | Дом Никитина. Объект культурного наследия регионального значения. |
| 44         |             | Дом книги, 1937 г. Архитекторы Дыбов В. П. и Карпов Д. В. |
| 48         |             | Дом «Новый быт», 1927 г. Объект культурного наследия регионального значения. |

## Достопримечательности
- Фонтан "Мелодия"
- Памятник Саратовская гармошка
- Мемориальная доска братья Никитины
- Барельеф Ларионов автор Калинки